# Merlin (opera)
A Merlin Goldmark Károly 1886. november 19-én Bécsben bemutatott második operája. A Merlin a szerző második legjobb darabja a műfajban, de a Sába királynője színvonalát már nem éri el, ahogy a darab sikere is jóval mérsékeltebb. Ennek ellenére német nyelvterületen a mai napig elő szokták venni, igaz sehol sem vált igazi repertoárdarabbá. Legutóbb a müncheni opera újította fel.

## Az opera szereplői és helyszínei
| Szereplő                              | Hangfekvés  |
| ------------------------------------- | ----------- |
| Artúr király                          | bariton     |
| Ginerva, a felesége                   | néma szerep |
| Viviána, árva fejedelmi lány          | szoprán     |
| Modred, Artúr unokaöccse              | tenor       |
| Lancelot, a kerekasztal egyik lovagja | bariton     |
| Merlin, varázsló                      | tenor       |
| Bedwyr, áruló lovag                   | bariton     |
| Glendower, várnagy                    | bariton     |
| Morgána, vízitündér                   | alt         |
| Démon                                 | basszus     |

- Történik: Walesben, Karleonban és környékén mondai időkben
- Kórus: vitézek, nők, szellemek, lovagok, démonok, tündérek

## Az opera cselekménye

### I. felvonás
Lancelot hírül viszi Artúr királynak, hogy árulás következtében a szászoknak sikerült körbezárniuk a királyi várat. Artúr király népén csak a nagy varázsló, Merlin segíthet. A varázsló színre is lép és megidézi a démont, akivel ködöt és bolygótüzet varázsolnak a szászokra. Merlin a sátán és egy földi szűzlány gyermeke, akinek varázslata égi eredetű. Morgána vízitündér azonban felfedi a varázserő titkát: az csak addig tart, amíg Merlin szerelmet nem érez egy földi nő iránt. A megidézett Démon Merlinre tör, mert szabadulni akar tőle, de Morgána közbelép és megóvja a varázslót. Közben Artúr király csapatai visszavonulnak a várba a győztes csata után. Merlin leleplezi Medwyrt, az áruló lovagot, majd hárfájával a király dicsőségéről énekel. A dalt Viviána érkezése szakítja félbe. A fejedelmi árva szépsége nagy benyomást tesz a varázslóra. De amikor a király parancsára a lány Merlin fejére akarja tenni a győzelmi koszorút, a varázslót figyelmezteti elnémult hárfája: ha szerelembe esel egy földi nő iránt, akkor elveszted a varázserődet! Eltaszítja a lányt és eldobja a koszorút, amivel így a király koszorúzza meg önmagát. Az éljenző fináléba a trónkövetelő Modred szövi bele intrikus áriáját.

### II. felvonás

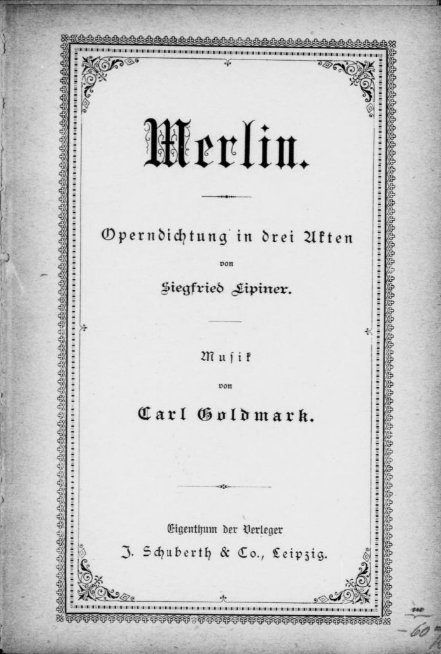
Az első kiadás címlapja.

Merlin varázskertjében Artúr búcsúzik messzire készülő seregével, helytartónak Modredet, az unokaöccsét teszi meg. Lancelot Modredet összeesküvéssel vádolja, aki végül Merlintől kér tanácsot a király előtt. A varászló ugyanis képes a lelkek mélyére látni, így le tudja leplezni, ha tényleg ellenséges szándékai vannak. Merlin gondolataiban már csak Viviána él, ezért nem lát az intrikus lelkének mélységeibe és ártatlannak mondja Modredet. A varázsló varázs hatalma már elkezdett gyengülni. Artúr megnyugodik és nyugodtan hagyja el birodalmát. Merlin egyedül marad és érzelmein mereng. Lelke háborgása elől varázstemplomában keres menedéket. Eközben megjelenik a Démon pásztor ruhában. Nem sokkal ezután színre lép az eltévedt Viviána is.
A lány könyörgésére a varázstemplom feltárja kapuit, Viviána az oltárról leveszi a varázsló szellemhívó csodafátylát. A fátyol érintésére tündérek jelennek meg és kecses táncba kezdenek. Merlin észreveszi a lányt. Eleinte hidegen méregetik egymást, majd szerelmesen esnek egymás karjaiba. A varázsló elárulja a varázsfátyol titkát Vivánának: ha valaki a fátylat a fejére teszi, akkor a kert kietlen pusztasággá változik és a szerencsétlent láncok kötik a sziklához, amit csak a halál oldhat el. Közben Modred ténylegesen is áruló lett, szövetkezett az ellenséggel és elkezdte Artúr várának ostromát. A csata zaja zavarja meg a két szerelmest. Merlint kötelessége elszólítja, harcolni akar, de szerelme nem akarja elengedni. Viviána végső kétségbeesésében a varázsló fejére dobja a csodafátylat. A színpadkép egy hatalmas robbanással kietlen sivataggá alakul át. A Démon gúnyos nevetése és Viviána elszörnyedt sikolya zárja a felvonást.

### III. felvonás
Viviána az átélt izgalmak hatása alatt mély álomba merül. Álmában megjelenik Morgána, aki egy dalt énekel neki: „Szerelem, mely halni tud˛/A pokollal harcra léphet./Szerelem, mely halni tud/Fénnyé teszi a borút/S kiküzdi az üdvösséget”. Ezután megjelennek Viviána társnői, akik elviszik a lányt a kietlen tájról. A leláncolt Merlint a felszabadult szellemek gúnyolják. Artúr közben visszatért és a felkelőkkel küzd. De a varázsló tehetetlen, nem tud segíteni királyának. Kétségbeesésében a poklot hívja segítségül és szabadulásáért cserébe felajánlja az üdvösségét. A Démon szaván fogja és a sivatag hirtelen visszaváltozik a varázskertté. Merlin láncai elszakadnak, a varázsló búcsút vesz kedvesétől és királya segítségére siet.
Viviána hiába várja szerelmesét. Merlin hősiesen küzd a csatában és győzelmet is aratnak a segítségével, de halálos sebet kap. A haldokló varázsló lelkéért eljön a Démon. Viviána visszaemlékezik a vízitündér szavaira és tőrével szíven szúrja magát. A pokolnak az önfeláldozó, önmegváltó szerelem felett nincs hatalma. A Démon átkozódva eltűnik. Ezután Artúr király és lovagjai lépnek színre és elsiratják a halálukban egyesülő szerelmeseket.

## Az opera szövegkönyve
Az opera szövegkönyvét Siegfried Lipiner készítette. A kerekasztal lovagjainak témáját Tennyson verses elbeszéléséből vette át. A librettó nagyon szövevényes és zavaros, sok helyen érthetetlen és túlburjánzó a szöveg. Az egyébként is homályos cselekményt az író megtoldotta meg egy elég ködös misztikus légkörrel is. Démon, tündér, titokzatos származású hős, szellemek, varázslók, pokoli kárhozat: a rémromantika kellék tárának megannyi eleme, amely ugyan más romantikus operákban is fellelhető (az egyik legjobb példa rá Meyerbeer Ördög Róbertje), de ritkán, hanem egyáltalán nem jelentkezik sehol máshol ennyire halmozottan, összezsúfoltan. Az első felvonás még úgy-ahogy jól ki van dolgozva dramaturgiailag, aztán a második felvonás tobzódik a váratlan és indokolatlan varázs motívumokban. Végül a harmadik felvonás mutatja meg a legjobban a librettó fogyatékosságait: a megoldások indokolatlanok, szereplők eddigi jellemzése nem készíti elő a fordulatokat.

## Az opera zenéje
A nyitányban az ártó démon, a tragédiát előidéző intrikus figura motívuma áll a középpontban. A Démont jelképező dallam az egész opera egyik leggyakrabban visszatérő vezérmotívuma, alig párütemnyi, de nagyon jellegzetes és könnyen megjegyezhető. Már a nyitány jelzi: a Merlin teljesen más koncepció alapján született, mit a Sába királynője. Ebben a művében Goldmark Wagner zenedrámái stílusában alkotott. A darab zenei világa egyértelműen a Trisztán és Izolda, A Nibelung gyűrűje, sőt, a Parsifal zenei világát tükrözi. Már a téma választás is megfelel a wagneri koncepciónak. 1882. július 26-án mutatták be a Parsifalt Bayreuthban és ez év augusztus elseje áll, mint a komponálás megkezdésének az időpontja a Merlin kéziratán. A Merlin akkordjaiban és dallamvezetésében lépten-nyomon a Parsifal emlékével találkozhat a hallgató. Goldmark nem Wagner-epigon, de ebben a művében jutott el a legmesszebb a wagneri úton. Ugyanakkor a együtteseiben, zártabb áriáiban, kórusaiban a dalmű egyértelműen Goldmark egyéni hangját tükrözi.

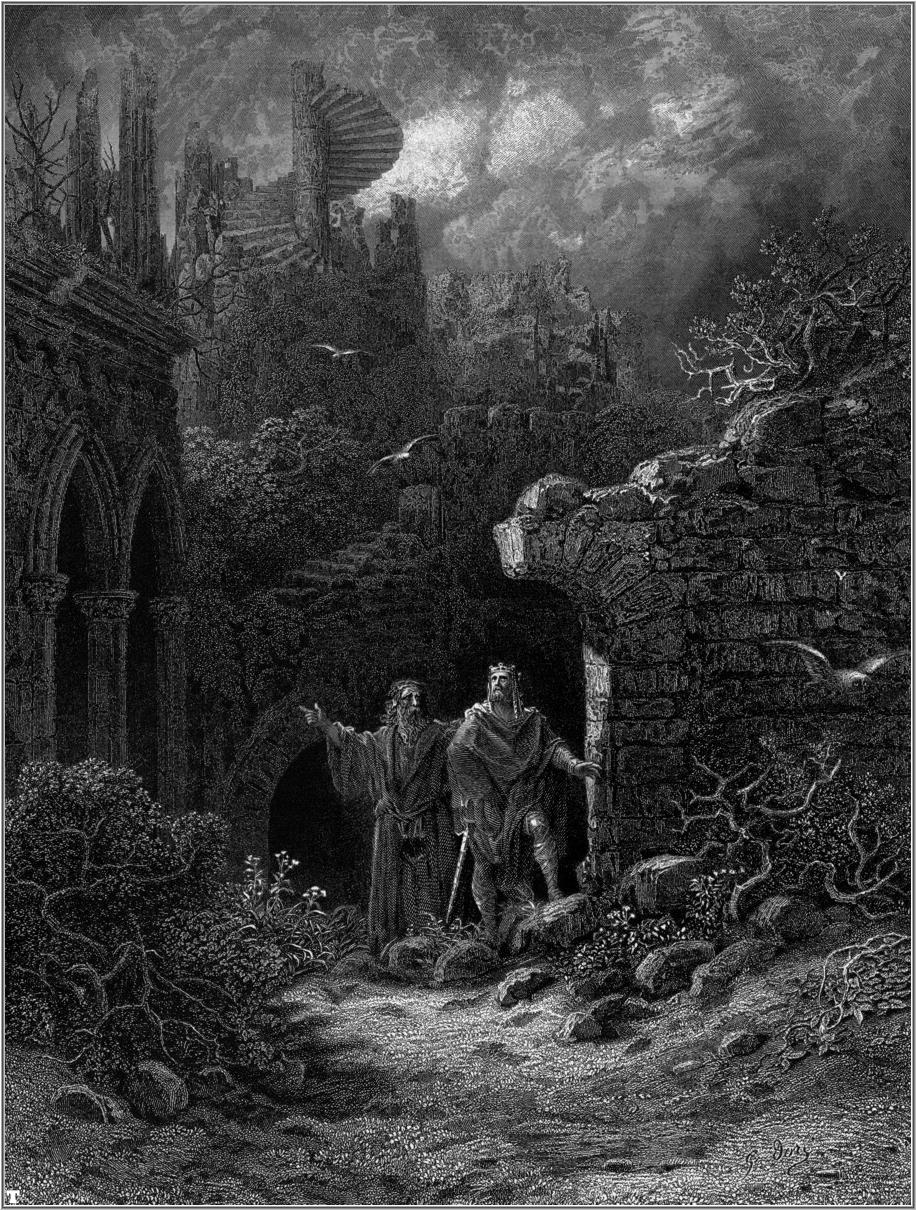
Merlin és Artúr király Gustave Doré grafikáján

Az első felvonás az egész opera legjobban sikerült része. Bár igen terjedelmes, de jól leköti a hallgató figyelmét. Az nyitó jelenetben Merlin hárfájának hangjai szerencsés ellentétet alkotnak az előjáték komor pátoszával. A szellemidézés jelenete egyértelműen a Rajna kincsét idézi, de igen jól megírt, hatásos melódia. A Démon monológja és az utána következő bevonulási induló is szép példája a zeneszerző zenedramaturgiai ellentétező érzékének. A monológ tele van a legvadabb disszonanciákkal, míg az indulót a legegyszerűbb dallamok alkotják. Viviána vadászdala egyszerű, strófikus formájával felfrissíti az addig a wagneri hömpölygést, a végtelen dallam folyamatát keltő zenei anyagot. A régi, nagy operai stílus világból való a Viviánát fogadó együttes is. Ennek nagy ívű felépítése a Sába királynője dallamvilágát idézi.
Az első felvonás után a második zeneileg kevésbé alkot egységet. A jelenetek közül jól sikerült Merlin ábrándos hangú áriája, a tündértánc balettzenéje, ez Berlioz tündérmuzsikáját idézi, és a nagy szerelmi kettős. A szerelmi kettős szenvedélyes líraisága és felépítése egyre fokozódó felépítése az opera egyik legszebb részlete. A felvonás záró jelenete a romantikus borzalom zenék párja, sematikus és semmi újat nem tud felmutatni. A harmadik felvonás dramaturgiai egyenetlenségei a zenére is kihatottak. Akadnak itt is szép részletek, de összességében a záró felvonás zenéje terjengős és szürke. Főleg Morgána jóslata hosszadalmas.
Összességében elmondható, hogy a Merlin zenéje egyenetlenebb, mint a Sába királynője muzsikája és bizonyos mértékben nem képzelhető el Wagner nélkül. Azonban alapja mégis a dallamosság, a régi értelemben vett kantiléna. A különböző elemek szerencsés kézzel történt összeötvözése ennek a zenének a lényege, ez teszi a darabot értékessé. Goldmark a wagneri hatásokat nem kritikátlanul veszi át: nem terhelik a muzsikát vezérmotívumok, nem mondott le a zárt számokról, az együttesekről, a nagy kórusokról. Az opera végső megoldásaként alkalmazott megváltó szerelem gondolata is a wagneri zenedrámák egyik fő motívumát idézi.

## CD kiadások

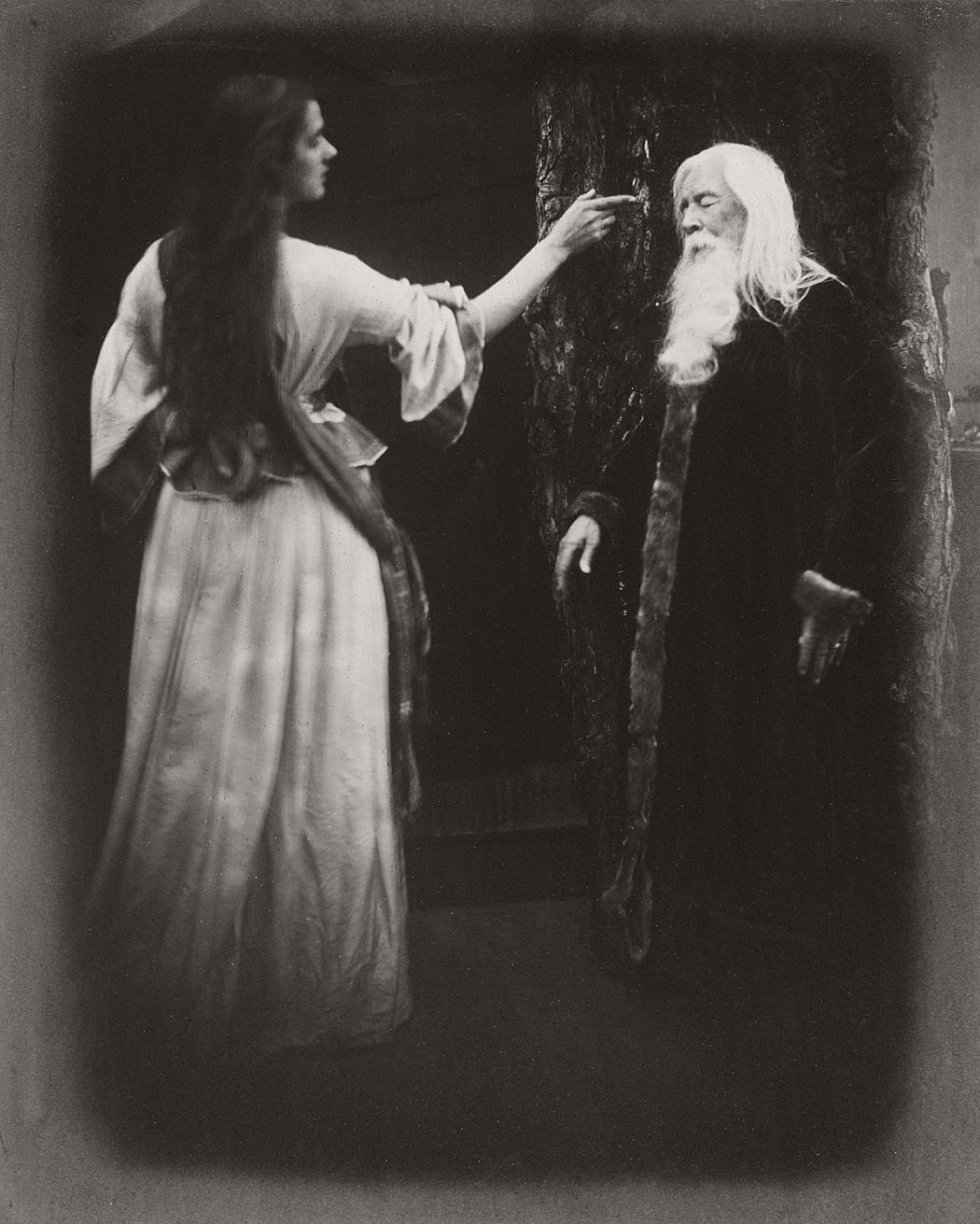
Merlin és Viviána egy 1874-es színpadi feldolgozásban

Az opera CD felvétele 2009 őszén Németországban jelent meg. A müncheni opera 2008–2009-es évada során felújította a darabot, majd felvette a produkciót és kiadta. Sajnos a felvétel nálunk nem került kereskedelmi forgalomba, mivel egy olyan kiadó bocsátotta közre, amelynek nincs magyarországi lerakata.
Merlin- Robert Künzli, Viviána- Anna Gabler, Lancelot- Brian Davis, Modred- Daniel Behle, Morgána- Gabriela Popescu, Démon- Frank van Hove , Artúr király- Sebastian Holecek, Glendower- In-Sung Sim, Gawein- Michael Mantaj, Bedwyr- Werner Rollenmüller; Közreműködik a Müncheni Filharmonikus Zenekar és Énekkar; kórusmester: Andreas Hermann; vezényel: Gerd Schaller; a felvétel ideje és helye: München, 2009; Kiadás éve: 2009. Október Profil Medien, PH09044, Stereo, DDD